# Calera de Tango
Calera de Tango è un comune del Cile della provincia di Maipo. Si trova nella Regione Metropolitana di Santiago. Al censimento del 2002 possedeva una popolazione di 18.235 abitanti.

## Società

### Evoluzione demografica
| Censimento del 1992 | Censimento del 2002 |
| 11.843 ab.          | 18.235 ab.          |